# Богољуб Чукић
Богољуб Чукић (Источни Мојстир, код Тутин, 1913 — околина Завидовића, август 1943), учесник Народноослободилачке борбе и народни херој Југославије.

## Биографија
Рођен је 1913. године у селу Источном Мојстиру, код Тутина. Потиче из сиромашне породица, која му није могла омогућити ни основно школовање, завршио је свега три разреда основне школе у селу Брњаку. Као дечак је чувао стоку, затим обрађивао земљу, а касније је радио на сечи шуме за предузеће „Треска“.
Тражећи посао дошао је у Косовску Митровицу, где се 7. јула 1936. године запослио у руднику Трепчи, као јамски возач руде. После године рада, 1. августа 1937, постао је помоћник, а 1. септембра 1938. године копач руде. Радећи у руднику и дружећи се са рударима Богољуб се прикључио радничком покрету. Јула 1939. године је учествовао у штрајку 3.600 радника Трепче. Од 9. јула 1940. до маја 1941. године Богољуб је радио у рудницима Благојев Камен и Сиверић. а онда се, 24. маја 1941, опет вратио у Трепчу, којом је су тада управљали Немци.
Са Народноослободилачким покретом се повезао током лета 1941. године и 26. септембра напустио рудник и отишао да се опрости с породицом у Мојстиру, и 5. октобра дошао у партизански логор на Копаонику. Тада је постао борац Прве чете Копаоничког партизанског одреда „Тодор Милићевић“. Заједно са одредом је учествоаво у борбама против муслиманске милиције и албанских балиста око Новог Пазара, четника у барској долини и немаца у околини Краљева.
После Прве непријатељске офанзиве, под нападом јаких немачким снагама, Копаонички партизански одред се децембра 1941. године повукао у Санџак. За време повлачења у Санџак, Богољуба су заробили драгачевски четници у селу Горачићима. Он је успео да их убеди да је избеглица, што га је спасио од стрељања. Провео је с њима месец и по дана, све до њиховог доласка на терен око реке Увца, када је уочио прилику да се, с још једним другом, пребаци преко реке, и 24. јануара 1942. године прикључи партизанима Пожешке чете Ужичког партизанског одреда.
Када је 1. марта у Чајничу формирана Друга пролетерска ударна бригада, ушао је у састав Треће моравичке чете Првог ужичког батаљона. Најпре је био десетар, а затим водник Трећег вода, састављеног од бораца Копаоничког и Краљевачког партизанског одреда, који су, као болесници и рањеници, остали у Новој Вароши. Богољуб се истакао већу у првим борбама бригаде: у нападу на италијански логор на брду Козара, на путу између Чајнича и Горажда, затим Живњу код Гацка.
За време похода пролетерских бригада у Босанску крајину, учествовао је у борбама: код Пазарића, Крешева, око Бугојна и Доњег Вакуфа. У нападу на Купрес, августа 1942. године, у коме је учетвовао као бомбаш, био је рањен. Као рањеник налазио се у болници у Новом Селу код Благаја. У борбама за ослобођење Мркоњић Града, поново се налазио у групи бомбаша Првог батаљона који су освојли доминантно утврђено брдо Оругло. Године 1942. примљен је у чланство Комунистичке партије Југославије.
Септембра 1942. године учествоаво је у борбама против четника, усташа и Немаца на Мањачи, а затим у бомбашком нападу на брдо Ћусине, приликом првог ослобођења Јајца. Приликом напада, Првог батаљона Друге пролетерске ударне бригаде, 3. октобра 1942. године, на немачку колону, код села Мајдана, на путу од Мркоњић Града ка Јајцу, Богољуб је предводио групу бомбаша. Том приликом су погинула два бомбаша, а Богољуб и један његов друг су ускочили међу Немце и уништили их. Тада су заробили пушкомитраљез „шарац“ - први пушкомитраљез Друге пролетерске ударне бригаде.
Богољуб се истакао и у даљим борбама бригаде: око Грахова и приликом заузимања Ливна, децембра 1942. године, у бици на Неретви и гоњењу четника до Дрине. За време припрема за форсирање реке Дрине и сукоба с Италијанима и четницима, био је рањен у ногу на Броду код Фоче. После тога је учествовао у борбама на Јаворку, близу Никшића, и у бици на Сутјесци. Тада је постављен за заменика команданта Првог батаљона. После пробоја немачког обруча на Сутјесци, бригада се зауставила у долини Криваје, близу Завидовића. Богољуб је тада постављен за заменика команданта Првог батаљона и добио чин поручника.
Смртно је рањен, несретним случајем, 21. августа 1943. године, код Царевог Хана, приликом улова рибе. Када је активирао немачку бомбу, учинило му се да је неисправна, јер није чуо да шишти, па је експлодирала пре него што ју је бацио у вир. После неколико дана, умро је од задобијених рана. Другови су га сахранили у селу Бељави, испод Коњух планине.

## Почасти и признања
Одлуком Председништва Антифашистичког већа народног ослобођења Југославије (АВНОЈ), 13. марта 1945. године, међу првим борцима Народноослободилачке војске, проглашен је за народног хероја.
По једна улица у Тутину, Краљеву, Крагујевцу и Београду, носи име Богољуба Чукића.